# Парламентские выборы в Экваториальной Гвинее (2013)
Парламентские выборы в Экваториальной Гвинее проходили 26 мая 2013 года одновременно с местными выборами. На выборах по пропорциональной системе были избраны 100 депутатов парламента страны. Выборы проводятся по партийным спискам.

## Результаты

### Сенат
| Партия                                                                                      | Голоса | % | Места |
| ------------------------------------------------------------------------------------------- | ------ | - | ----- |
| Демократическая партия Экваториальной Гвинеи                                                |        |   | 54    |
| Конвергенция за социальную демократию                                                       |        |   | 1     |
| Назначенные сенаторы                                                                        | –      | – | 15    |
| Всего                                                                                       |        |   | 70    |
| Источник: Government of Equatorial Guinea Архивная копия от 3 марта 2016 на Wayback Machine |        |   |       |

### Палата представителей
| Партия                                                                                      | Голоса | % | Места | +/– |
| ------------------------------------------------------------------------------------------- | ------ | - | ----- | --- |
| Демократическая партия Экваториальной Гвинеи                                                |        |   | 99    | 0   |
| Конвергенция за социальную демократию                                                       |        |   | 1     | 0   |
| Всего                                                                                       |        |   | 100   | 0   |
| Источник: Government of Equatorial Guinea Архивная копия от 3 марта 2016 на Wayback Machine |        |   |       |     |